# Matzendorf-Hölles
Matzendorf-Hölles osztrák község Alsó-Ausztria Bécsújhelyvidéki járásában. 2020 januárjában 2096 lakosa volt. 

## Elhelyezkedése

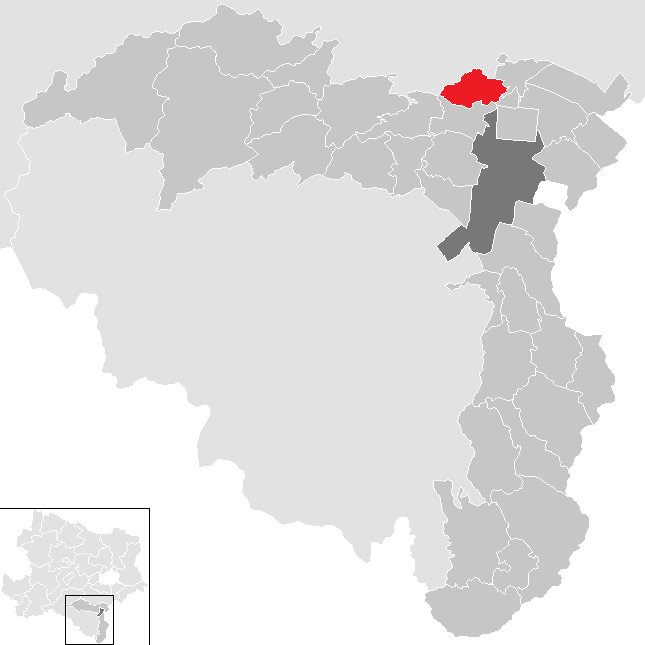
Matzendorf-Hölles a Bécsújhelyvidéki járásban

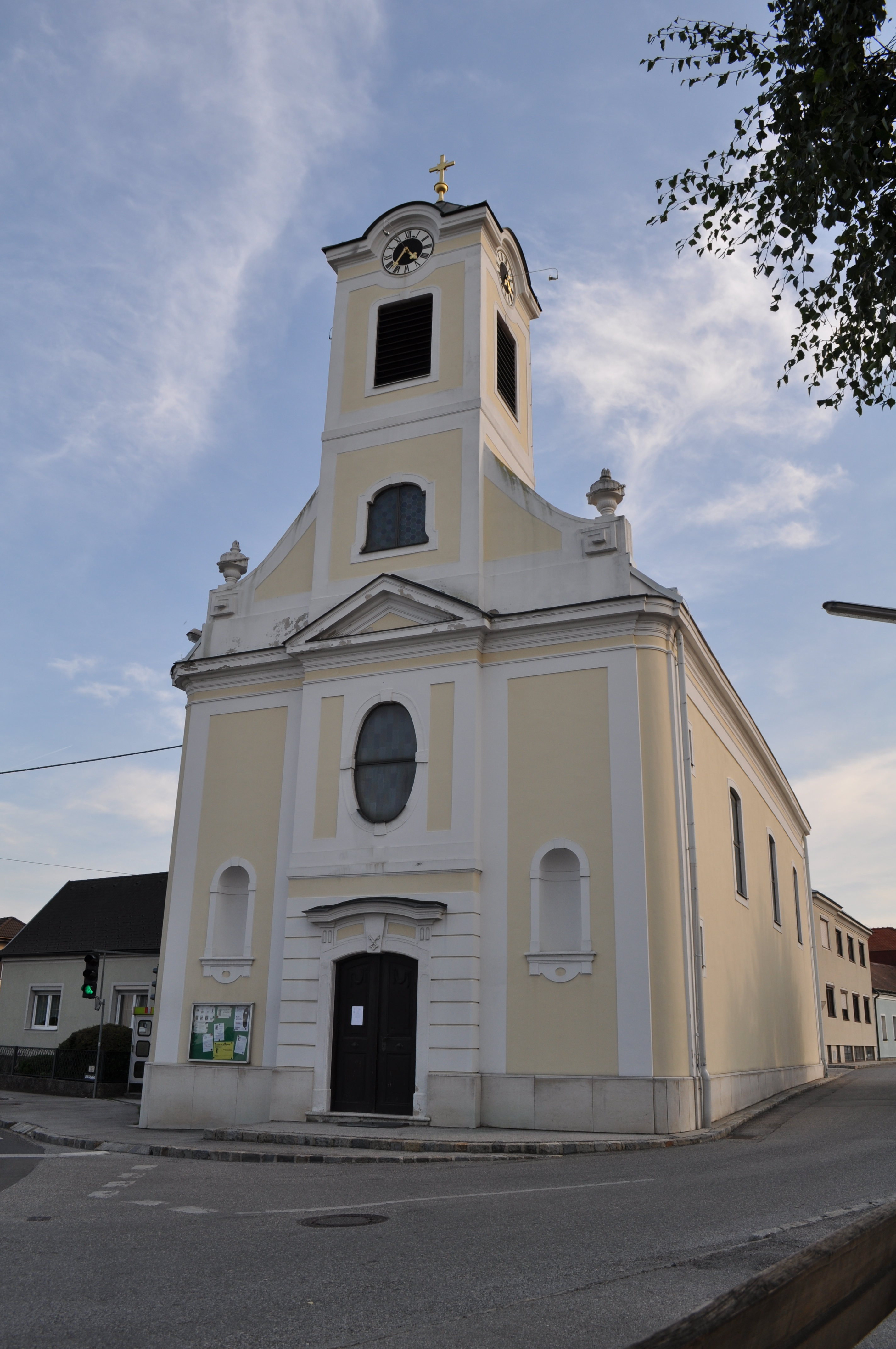
A Szt. Radegund-plébániatemplom

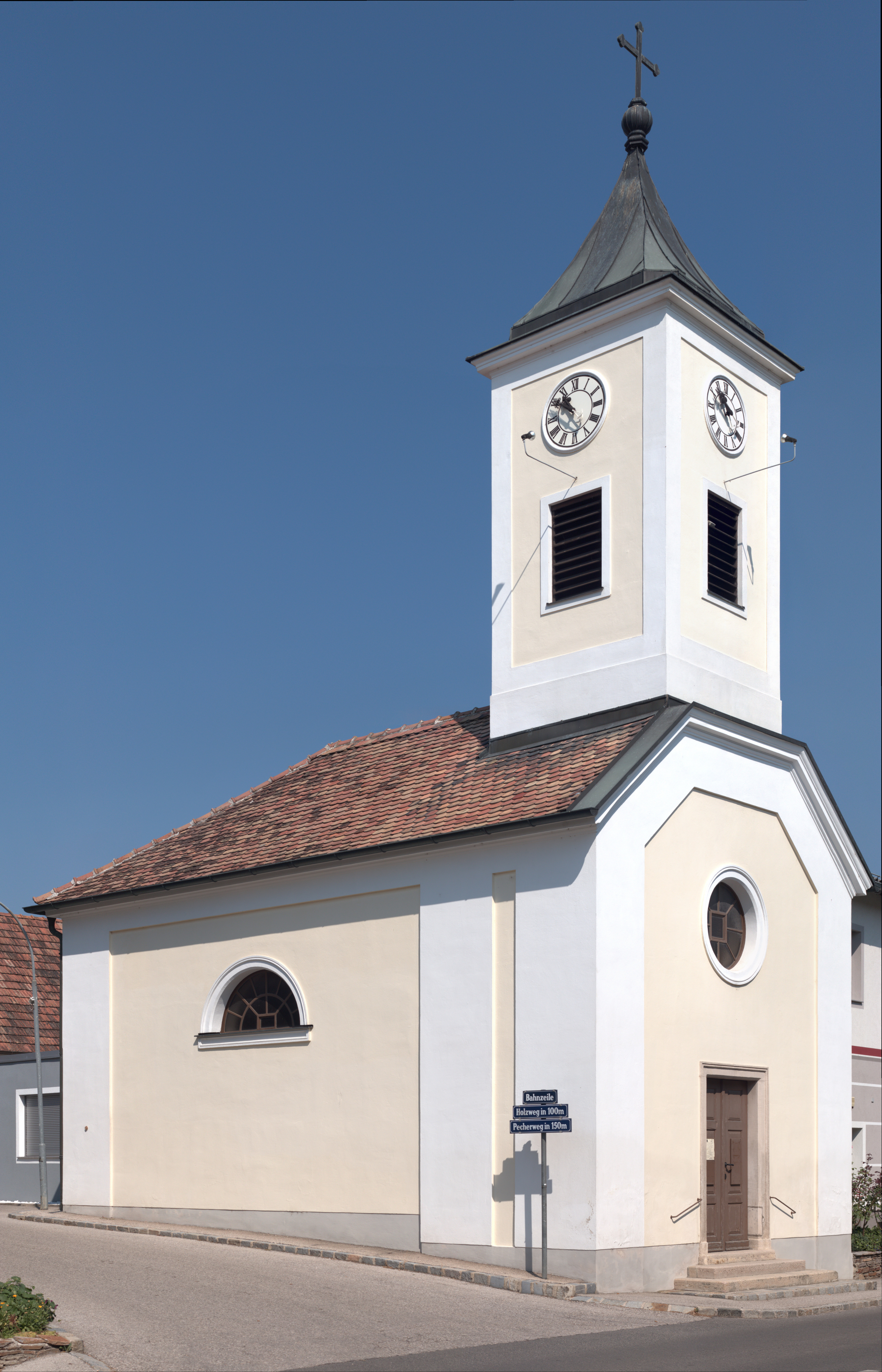
A Szt. Koloman-kápolna

Matzendorf-Hölles a tartomány Industrieviertel régiójában fekszik a Bécsi-medence délnyugati peremén, a Steinfeld-síkságon. Területének 50,4%-a erdő, 35% áll mezőgazdasági művelés alatt. Az önkormányzat két települést egyesít: Hölles (308 lakos 2020-ban) és Matzendorf (1788 lakos). A kataszteri közösségek Hölles és Matzendorf.
A környező önkormányzatok: keletre Sollenau, délkeletre Felixdorf, délre Wöllersdorf-Steinabrückl, délnyugatra Markt Piesting, északra Enzesfeld-Lindabrunn, északkeletre Leobersdorf.

## Története
Matzendorfot először 1327-ben említik írásban. Neve a Matzo lovagi nemzetségből származik. Hölles a 12 században alapította egy bizonyos Heldolph. Írott forrásokban 1187-ben szerepel először. 
Metzendorf sokáig a leobersdorfi apátsági egyházközséghez tartozott, csak 1783-ban nyerte el önállóságát. Szt. Radegundnak szentelt templomát a legenda szerint egy francia származású hadvezér építtette győzelme (amit feltehetően egy kisebb török csapat felett aratott 1532-ben) emlékére. 1679-ben pestis pusztított a faluban, 24 portánál voltak fertőzöttek. 1683-ban a törökök dúlták fel a települést, 1706-ban és 1707-ben pedig Rákóczi kurucai fosztogattak, összesen három helyi lakost megölve. A napóleoni háborúk alatt a franciák szállták meg a két falut. 1832-ben leégett a plébánia; mivel a pap egy nappal korábban megtagadta egy tiszt elszállásolását, katonákat gyanúsítanak gyújtogatással. 1843-ban egy tűzvész során 18 ház leégett. A Leobersdorf és Gutenstein közötti vasút 1877-ben áthaladt Matzendorf területén, de megálló csak 1883-ban létesült. 1921-ben elektromos hálózat, 1932-ben vízvezeték létesült. A második világháború végén a szövetségesek – feltehetően Bécsújhely bombázásából megmaradó – három bombát dobtak Matzendorfra. 1945. április 2-án a Vörös Hadsereg megszállta meg a két községet, amelyek 1955-ig a szovjet megszállási zónában maradtak.   
Az addig önálló Matzendorf és Hölles községek 1971-ben egyesültek. 

## Lakosság
A matzendorf-höllesi önkormányzat területén 2020 januárjában 2096 fő élt. A lakosságszám 1971 óta erőteljesen gyarapodó tendenciát mutat; azóta közel háromszorosára duzzadt. 2018-ban az ittlakók 93,9%-a volt osztrák állampolgár; a külföldiek közül 0,9% a régi (2004 előtti), 2,5% az új EU-tagállamokból érkezett. 2,4% a volt Jugoszlávia (Szlovénia és Horvátország nélkül) vagy Törökország, 0,3% egyéb országok polgára volt. 2001-ben a lakosok 68,1%-a római katolikusnak, 4,8% evangélikusnak, 23,9% pedig felekezeten kívülinek vallotta magát. Ugyanekkor a legnagyobb nemzetiségi csoportot a német (95,7%) mellett a magyarok alkották 1,2%-kal (20 fő). 
A népesség változása:

| 2016 | 2 015 |
| 2018 | 2 040 |

## Látnivalók
- a matzendorfi Szt. Radegund-plébániatemplom
- höllesi Szt. Koloman-kápolna

## Híres matzendorf-höllesiek
- Karl Koller (1929-2009), 86-szoros válogatott labdarúgó

## Fordítás
- Ez a szócikk részben vagy egészben  a   Matzendorf-Hölles című német Wikipédia-szócikk ezen változatának fordításán alapul.  Az eredeti cikk szerkesztőit annak laptörténete sorolja fel. Ez a jelzés csupán a megfogalmazás eredetét és a szerzői jogokat jelzi, nem szolgál a cikkben szereplő információk forrásmegjelöléseként.